# ビオラ田町
ビオラ田町(VIOLA TAMACHI) は、静岡県浜松市中央区田町223-21にある複合商業ビル。商業施設部門は、かつては地権者らで組織する株式会社ビオラ田町が保有し運営していたが、後述のとおり、現在は丸八不動産が保有管理している。

## 概要
- 事業名：浜松田町地区第一種市街地再開発事業
- 総事業費：132億円
- 構造：SRC造 地上15階地下1階
  - 地下1階 - 漫画喫茶
  - 1階～2階 - 結婚式場
  - 3階 - オフィスフロア
  - 4階～8階 - 駐車場（自走式、296台収容）、5階には浜松エフエム放送のスタジオが併設されている
  - 9階～15階 - 分譲マンション104戸（地権者住戸を含む）
- 敷地面積：3,692.84m2
- 建築面積：2,411.70m2
- 延床面積：30,517.41m2
- 容積算入対象面積：24,413.93m2
- 建蔽率：65.3%
- 容積率：661.1%
- 空地率：53.4%
- 建物最高高さ：54.1m

## 沿革
- 1991年5月 - 浜松田町地区第一種市街地再開発組合が設立される
- 1992年5月 - 着工
- 1994年3月 - 竣工
- 2010年11月 - 大口債権者の申し立てを受け、静岡地裁浜松支部が地下1階から地上8階まで（約1万7800平米）の建物と土地の一部を競売にかけることを公告した
- 2011年1月 - 丸八不動産が地下1階～地上8階部分を落札
- 2012年9月 - インターネット漫画喫茶が地下1階にオープン

## 主なテナント
- 浜松エフエム放送 (FM Haro!) 本社・スタジオ

## かつてあったテナント
- 上新電機 スーパーキッズランド浜松店 - 2008年頃撤退
- 宗家にんにくや浜松店
- HUNTER'S　イベントホール：地下1階
- AMUSEMENT CASINO BAR SEELE：地下1階

## アクセス
- 浜松駅より徒歩約15分
- 遠州鉄道 第一通り駅より徒歩約5分
- 遠鉄バス ゆりの木通りバス停下車徒歩約1分
- 浜松市循環まちバス く・る・る まちなか西ループ ビオラ田町バス停下車

## その他
- ビルの正面にはビオラを弾く女性の像「ビオラの泉像」が設置されていたが、丸八不動産により撤去された[1]。製作は田端忍。